# 三平寺
三平寺是一座位于中国福建省漳州市平和县文峰镇三平村的清代古寺，為闽南著名的千年古刹，有唐宣宗敕封的“广济大师”圣旨牌、三平祖师公真容石刻神像、四肢关节可以活动的樟木祖师公雕像、毛氏洞石幢和众多碑铭石刻等文物，2005年5月11日公布为第六批福建省文物保护单位。